# Acrophasmus immigrans
Acrophasmus immigrans är en stekelart som först beskrevs av John Wyman Beardsley 1961. 
Acrophasmus immigrans ingår i släktet Acrophasmus och familjen bracksteklar. Inga underarter finns listade i Catalogue of Life.